# 2013 SY99
2013 SY99 ist ein transneptunisches Objekt, das aufgrund seiner Bahneigenschaften zu den Sednoiden zählt.

## Entdeckung
2013 SY99 wurde am 29. September 2013 im Rahmen des Outer Solar System Origins Survey (OSSOS) am Canada-France-Hawaii Telescope in Hawaii entdeckt und erhielt zunächst die interne Bezeichnung uo3l91, kurz L91. Bei der Durchmusterung sollten die sich im untersuchten Himmelsbereich befindlichen Objekte im Kuipergürtel beschrieben und katalogisiert werden. Michele Bannister von der Queen’s University Belfast gab die Entdeckung am 17. Oktober 2016 auf einer Konferenz der Division for Planetary Sciences der American Astronomical Society bekannt.

## Bahneigenschaften
2013 SY99 umkreist die Sonne auf einem hoch exzentrischen Orbit in einem Abstand von etwa 50 bis etwa 1500 AE. Da der Asteroid nahe seinem Perihel entdeckt wurde, ist die Angabe der Apheldistanz mit einer großen Unsicherheit behaftet. Für einen Umlauf benötigt das Objekt etwa 18.000 Jahre und gehört damit zu den Objekten des Sonnensystems mit den längsten bekannten Umlaufdauern. Die hier genannten Bahnelemente von 2013 SY99 beruhen auf Beobachtungen von nur drei Jahren und sind daher noch relativ ungenau.
Der gravitative Einfluss von Neptun könnte 2013 SY99 vor Milliarden von Jahren von einem sonnennäheren, gering exzentrischen Orbit in seinen fernen Orbit am Rande der Oortschen Wolke gebracht haben. Bannister und ihr Forscherteam vermuten, dass der Planetoid einst bis zu 2000 AE von der Sonne entfernt war, bevor er durch einen vorbeiziehenden Stern oder die Schwerkraft der Milchstraße zurück nach innen migrierte. Konstantin Batygin hält es hingegen für wahrscheinlicher, dass die Umlaufbahn durch den hypothetischen Planet Neun beeinflusst wurde. Laut Bannister spreche die ungewöhnlich geringe Bahnneigung von 2013 SY99 gegen einen solchen Einfluss.

## Physikalische Eigenschaften
Durch Beobachtungen mit dem 8,1-m-Frederick-C.-Gillett-Teleskop am Gemini-Observatorium sowie dem 8,2-m-Subaru-Teleskop konnten Größe und optische Eigenschaften bestimmt werden: 2013 SY99 hat einen Durchmesser von ungefähr 250 km, ist rötlich gefärbt und hat eine Albedo von etwa 0,05.